# Estadio nacional
Muchos países tienen un estadio nacional, que normalmente, los representativos de deportes del país suelen ejercer la localía en ese recinto.
Este término suele usarse más a menudo para selecciones de fútbol pero puede ser aplicable a otros deportes como béisbol rugby, o críquet. Por lo general, los estadios nacionales suelen ubicarse en la ciudad capital del país o en la ciudad más grande. Por lo general (pero no siempre) es el estadio de esa especialidad más grande de ese país y suele utilizarse para albergar competiciones de gran nivel, como la Copa Mundial de Fútbol o los Juegos Olímpicos.
También, hay países como España, Venezuela o Estados Unidos que no tienen un estadio nacional fijo, y suelen rotar su localía en distintos puntos del país. La ausencia de un estadio nacional puede ser visto como una ventaja, ya que la designación de un solo estadio limitaría la gente que pueda ver a ese representativo. Aunque también esto puede causar problemas como los gastos de transporte, o menos espectadores en los estadios. En el Reino Unido, su cuatro países consecutivos todos tienen sus propios estadios nacionales.
A continuación, se detalla una lista de los estadios nacionales de los siguientes países:

## Afganistán
- Estadio Nacional de Afganistán (fútbol)

## Albania
- Arena Kombëtare

## Alemania
Alemania suele rotar su localía de sus partidos en todo el país, no obstante, el estadio donde normalmente suele jugar es:
- Estadio Olímpico de Berlín (fútbol)

## Argelia
- Estadio 5 de julio de 1962 (fútbol)

## Argentina
- Estadio Monumental Antonio Vespucio Liberti (fútbol)
- Estadio Parque Roca (tenis)
- Estadio Nacional de Hockey de Argentina (hockey sobre césped)
- Estadio Luna Park (básquetbol y vóley)
- Campo Argentino de Polo (Polo)
- CENARD (atletismo)—Suele usarse también por seleccionados de otras disciplinas, además de servir como centro de entrenamiento para estos.
- Estadio José Amalfitani (rugby)—Aunque el seleccionado de rugby suele jugar en distintos puntos del país, los partidos más importantes del seleccionado suelen celebrarse aquí.
- Estadio Ciudad de La Plata (rugby) - (fútbol)

## Armenia
- Estadio Hrazdan (fútbol)

## Australia
Australia no tiene un estadio nacional, pero los eventos más importantes y la mayoría de los encuentros deportivos suelen jugarse en estos recintos:
- Melbourne Cricket Ground (cricket)
- Estadio ANZ (fútbol)

## Austria
- Estadio Ernst Happel (fútbol)

## Azerbaiyán
- Estadio Tofiq Bəhramov (fútbol)

## Bahamas
- Estadio Thomas Robinson (fútbol y atletismo)

## Bangladés
- Estadio Nacional Bangabandhu (fútbol y atletismo)
- Estadio de Cricket Sher-e-Bangla National (cricket)

## Barbados
- Estadio Nacional de Barbados (atletismo)

## Baréin
- Estadio Nacional de Baréin (fútbol)

## Bélgica
- Estadio Rey Balduino (fútbol y atletismo)

## Benín
- Stade de l'Amitié (fútbol)

## Bermudas
- Estadio nacional de las Bermudas (fútbol, rugby, cricket y atletismo)

## Bielorrusia
- Estadio Dinamo (fútbol)

## Bolivia
- Estadio Hernando Siles (fútbol)

## Bosnia y Herzegovina
- Bilino Polje (fútbol)

## Botsuana
- Estadio Nacional de Botsuana (fútbol)

## Brasil
Estadio Mané Garrincha

## Brunéi Darussalam
- Sultan Hassanal Bolkiah Stadium (fútbol)

## Bulgaria
- Estadio Nacional Vasil Levski (fútbol y atletismo)

## Burkina Faso
- Estadio del 4 de Agosto (fútbol)

## Burundi
- Estadio del Príncipe Louis Rwagasore (fútbol y atletismo)

## Camboya
- Estadio Olímpico de Nom Pen (fútbol y atletismo)

## Camerún
- Estadio Ahmadou Ahidjo (fútbol)

## Canadá
- Air Canada Centre (baloncesto)
- BMO Field (Selección masculina de fútbol de Canadá)
- Maple Leaf Cricket Club (cricket)
- Rogers Centre (béisbol)

## Cabo Verde
- Estadio Nacional de Cabo Verde

## Chad
- Stade Omnisports Idriss Mahamat Ouya (fútbol)

## Chile
- Estadio Nacional de Chile (fútbol, atletismo y tenis)

## China
- Estadio Nacional de Pekín (fútbol y atletismo)

## Chipre
- Estadio GSP (fútbol)

## Colombia
- Estadio Metropolitano Roberto Meléndez (fútbol)

## Congo
- Stade Alphonse Massemba-Débat (fútbol)

## Corea del Sur
- Estadio Olímpico de Seúl (atletismo)
- Estadio Mundialista de Seúl (fútbol)

## Corea del Norte
- Estadio Reungrado Primero de Mayo (fútbol)
  - Este estadio corresponde al recinto deportivo más grande de todo el mundo.

- Estadio Kim Il-sung (fútbol y atletismo)

## Costa de Marfil
- Estadio Houphouët-Boigny (fútbol)

## Costa Rica
- Estadio Nacional de Costa Rica (fútbol y atletismo)

## Croacia
- Estadio Maksimir (fútbol)

## Cuba
- Estadio Latinoamericano (béisbol)

## Dinamarca
- Parken Stadion (fútbol)

## Dominica
- Parque Windsor (fútbol y atletismo)

## Ecuador
- Estadio Olímpico Atahualpa (fútbol y atletismo)

## Egipto
- Estadio Internacional de El Cairo (fútbol y atletismo)

## El Salvador
- Estadio Cuscatlán (fútbol)

## Eritrea
- Cicero Stadium (fútbol)

## Estonia
- A. Le Coq Arena (fútbol)
- Estadio Kadriorg (atletismo)
- Saku Suurhall (baloncesto)

## Etiopía
- Estadio de Adís Abeba (fútbol)

## Filipinas
- Complejo de Deportes "Conmemorativo Rizal":

- - Estadio conmemorativo Rizal (fútbol y atletismo)
  - Coliseo conmemorativo Rizal (baloncesto y otros deportes)
  - Estadio de béisbol conmemorativo Rizal (béisbol)

## Fiyi
- National Stadium (fútbol y rugby)

## Finlandia
- Estadio Olímpico de Helsinki (fútbol y atletismo)

## Francia
- Stade de France (fútbol, rugby y atletismo)
  - En el caso del rugby, Francia suele jugar en distintos estadios del país, pero lo utiliza exclusivamente para el Torneo de las Seis Naciones.

## Gabón
- Estadio Omar Bongo (fútbol)

## Gambia
- Estadio Parque Independencia

## Georgia
- Estadio Boris Paichadze (fútbol y rugby)

## Ghana
- Estadio Ohene Djan (fútbol)

## Granada
- Estadio Nacional de Granada (fútbol y atletismo)
- Estadio nacional de críquet de Granada (crícket)

## Grecia
- Estadio Olímpico de Atenas (fútbol y atletismo)

## Groenlandia
- Estadio de Nuuk (fútbol)

## Guatemala
- Estadio Mateo Flores (fútbol y atletismo)

## Guinea
- Estadio 28 de septiembre (fútbol)

## Guinea-Bissáu
- Estadio 24 de septiembre (fútbol)

## Guinea Ecuatorial
- Estadio de Malabo (fútbol)

## Guyana
- Bourda (cricket)

## Honduras
- Estadio Olímpico Metropolitano (fútbol)

La selección nacional acostumbra jugar la mayoría de sus partidos en este estadio, aunque suele rotar a otras sedes.
- Estadio Nacional de Tegucigalpa (fútbol)

Antes de la inauguración del Estadio Olímpico a finales de los noventa, era la sede de la selección. En la actualidad, solo es utilizado de forma ocasional.

## Hong Kong
- Hong Kong Stadium (fútbol y rugby)

## Hungría
- Estadio Ferenc Puskás

## India
- Estadio Nacional de Nueva Delhi

## Indonesia
- Estadio Bung Karno
- Istora Senayan (bádminton)

## Irán
- Estadio Azadi

## Irak
- Estadio Al-Shaab (fútbol)
- An-Najaf Stadium (fútbol)
- Basra Sports City (estadio polideportivo)
- New Minaa Stadium (estadio polideportivo)
- Estadio Franso Hariri

## Irlanda
- Estadio Nacional de Irlanda (boxeo)
- Croke Park (fútbol gaélico
- Estadio Aviva (fútbol)
- Estadio Morton (atletismo)

## Islandia
- Laugardalsvöllur (fútbol)

## Islas Cook
- Estadio Nacional de Islas Cook

## Islas Feroe
- Tórsvøllur (fútbol)

## Israel
- Estadio Teddy Kollek
- Hebrew University Stadium (estadio polideportivo)
- Estadio Ramat Gan (fútbol)
- Nokia Arena (baloncesto)
- Canada Stadium (tenis)

## Jamaica
- Parque Independence (fútbol y atletismo)
- Parque Sabina (cricket)

## Japón
- Domo de Tokio (béisbol)
- Estadio Koshien (béisbol)
- Estadio Olímpico de Tokio (fútbol y atletismo)
- Estadio Internacional de Yokohama (fútbol)
- Chichibunomiya Rugby Stadium (rugby)
- Ryōgoku Kokugikan (sumo)

## Kenia
- Estadio Nacional Nyayo

## Kiribati
- Estadio Nacional de Bairiki

## Kirguistán
- Spartak Stadium (fútbol y atletismo)

## Lesoto
- Setsoto Stadium (fútbol y atletismo)

## Líbano
- Estadio Camille Chamoun Sports City (fútbol)

## Luxemburgo
- Estadio de Luxemburgo

## Libia
- Estadio 11 de Junio (fútbol)

## Liechtenstein
- Rheinpark Stadion (fútbol)

## Lituania
- Siemens Arena (baloncesto)
- Estadio S. Darius y S. Girėnas (fútbol)

## Macedonia
- Estadio Filip II de Macedonia (fútbol)

## Malasia
- Stadium Negara (fútbol)
- Estadio Nacional Bukit Jalil (fútbol y atletismo)

## Malta
- Estadio Nacional Ta' Qali (fútbol)
- Hibernians Ground (rugby)

## Martinica
- Stade d'Honneur de Dillon (fútbol)

## México
- Estadio Azteca (fútbol)
- Estadio Olímpico Universitario (fútbol americano, atletismo)

## Moldavia
- Estadio Zimbru (fútbol)

## Montenegro
- Estadio Ciudad de Podgorica (fútbol)

## Marruecos
- Estadio Mohammed V (fútbol)

## Namibia
- Estadio de rugby Hage Geingob (rugby)

## Nicaragua
- Estadio Nacional Dennis Martínez (béisbol o fútbol)

## Nigeria
- Estadio Abuya (fútbol)

## Noruega
- Ullevaal Stadion (fútbol)
- Estadio Bislett (atletismo)

## Nueva Zelanda
- Eden Park (rugby, críquet)
- Estadio North Harbour (fútbol)
- Estadio Westpac (fútbol)

## Países Bajos
- Estadio Olímpico de Ámsterdam (atletismo)
- Los representativos de fútbol no tienen un estadio nacional, ya que estos juegan en distintos puntos del país.

## Pakistán
- Estadio Nacional de Karachi (críquet)
- Punjab Stadium (fútbol)

## Palaos
- Estadio Nacional de Palaos (fútbol y otros deportes)

## Panamá
- Estadio Nacional Rod Carew (béisbol)
- Estadio Rommel Fernández (fútbol)

## Papúa Nueva Guinea
- National Football Stadium (rugby league y fútbol)

## Paraguay
- Estadio Defensores del Chaco (fútbol)
- Estadio Comuneros (básquetbol)
- Estadio Gral. Lino César Oviedo Silva (fútbol sala y Handbol)
- Estadio Dr. Luis Maria Argaña Ferraro (básquetbol)
- Estadio Martin Chiola (vóley)
- Estadio Víctor Pecci (tenis)
- Estadio Héroes de Curupayty (rugby)
- Estadio Sabino Augusto Montanaro (hockey sobre césped)
- Estadio Flora Giménez
- SND Arena

## Perú
- Estadio Nacional del Perú (fútbol)

## Polonia
- Estadio de Silesia (fútbol) — Este estadio había sido designado por la Asociación Polaca de Fútbol para ser el estadio nacional oficial de la Selección nacional de fútbol de Polonia. Actualmente está en proceso de remodelación.

- Estadio Nacional de Polonia (fútbol)

- Estadio Nacional de rugby de Polonia (rugby)

## Portugal
- Estadio Nacional de Portugal (fútbol y atletismo)
- Estadio universitario de Lisboa (rugby)

## Reino Unido
Los deportes en el Reino Unido son frecuentemente gobernados por cuerpos representando las cuatro naciones de Inglaterra, Escocia, Gales e Irlanda del Norte. En los eventos deportivos internacionales estes deportes no son contestados por un equipo representando el Reino Unido, pero por los equipos representando estas naciones separadas, y como resultado hay estadios nacionales separados por muchos deportes.

### Escocia
- Hampden Park (fútbol)
- Murrayfield (rugby)
- The Grange (cricket)

### Gales
- Principality Stadium (fútbol y rugby)
- Sophia Gardens (cricket)
- Cardiff City Stadium (fútbol)

### Inglaterra
- Lord's Cricket Ground (cricket)
- Twickenham Stadium (rugby)
- Estadio de Wembley (fútbol)
- Estadio Olímpico de Londres (atletismo)
- Estadio Nacional de Hockey de Inglaterra (hockey)
- All England Lawn Tennis and Croquet Club (tenis)

### Irlanda del Norte
- Windsor Park (fútbol)

## República Checa
- Estadio Strahov (sokol)
- Generali Arena (fútbol)
- O2 Arena de Praga (Hockey sobre hielo y Tenis)

## República Centroafricana
- Estadio Barthelemy Boganda (fútbol)

## República Democrática del Congo
- Estadio de los Mártires (fútbol)

## República Dominicana
- Estadio Olímpico Félix Sánchez (fútbol y atletismo)
- Estadio Quisqueya (béisbol)

## Rumanía
- Arena Națională (fútbol)

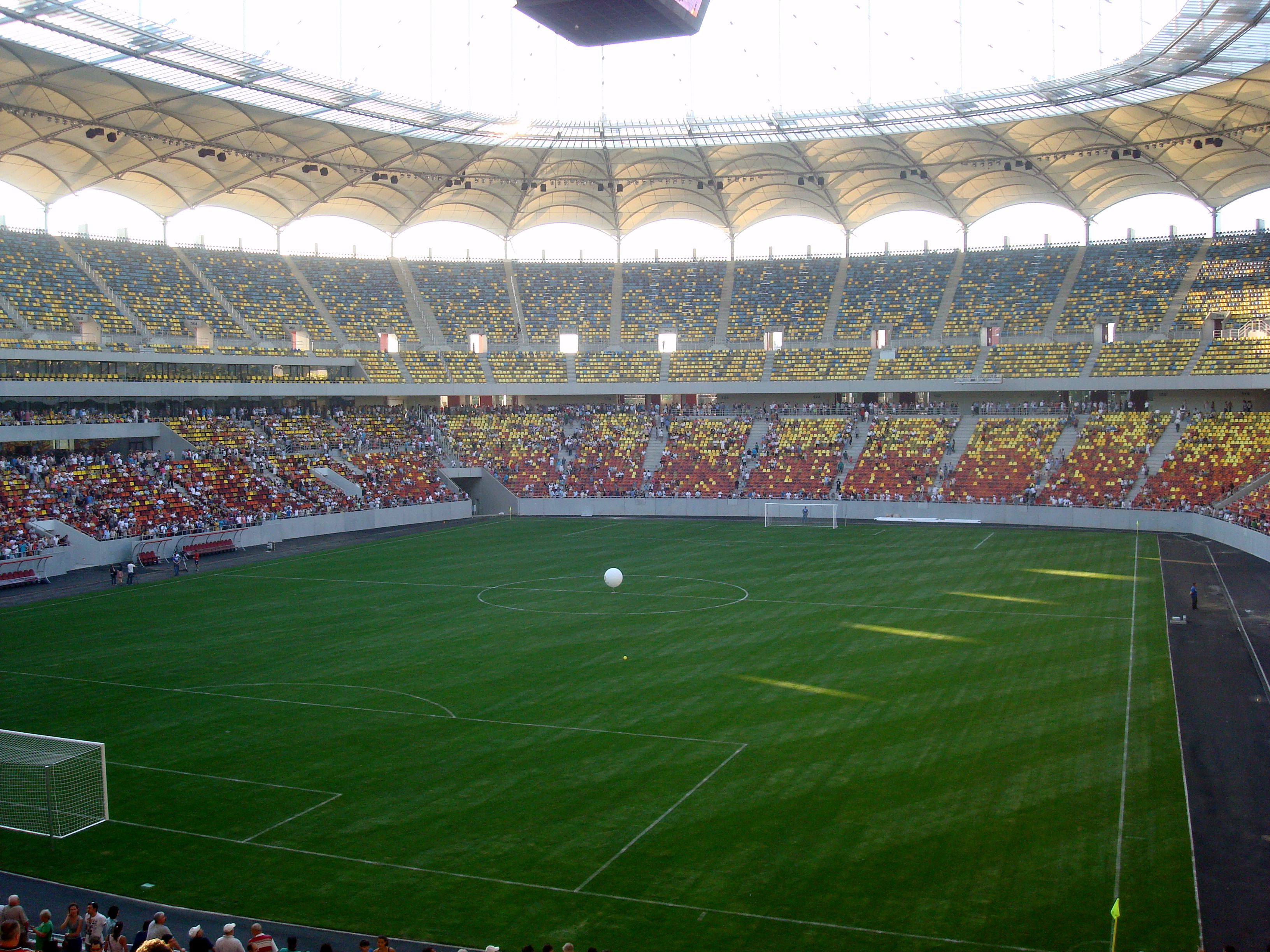
Estadio Nacional de Rumanía en el día de la inauguración (6 de agosto de 2011)

- Estadio nacional de rugby Arcul de Triumf (rugby) — La Selección de rugby de Rumania juega partidos en distintos puntos del país, pero este estadio es el más frecuente.

## Rusia
- Estadio Olímpico Luzhnikí (fútbol, atletismo y tenis)
  - El estadio era el estadio nacional de los representativos de esos deportes de la ya extinta Unión Soviética.

## Timor Oriental
- Estadio Nacional de Timor Oriental (fútbol)

## Uruguay
- Estadio Centenario (Fútbol masculino)
- Estadio Charrúa (Fútbol femenino y rugby)
- Antel Arena (Básquetbol)

## Yibuti
- Stade du Ville

- Datos: Q6634155